# Peregrinator
Peregrinator is een geslacht van wantsen uit de familie van de Reduviidae (Roofwantsen). Het geslacht werd voor het eerst wetenschappelijk beschreven door George Willis Kirkaldy in 1904.

## Soorten
Het genus is monotypisch en bevat alleen de volgende soort:

- Peregrinator biannulipes (Montrouzier & Signoret, 1861)